# Badminton-Bundesliga 2017/18
Die Badminton-Bundesliga-Saison 2017/2018 war die 47. Spielzeit der Badminton-Bundesliga. Am Start waren zehn Mannschaften. Die ersten beiden Mannschaften der Liga qualifizieren sich direkt für die Final Four. Die Plätze 3 bis 6 spielen in einem Play-off die beiden verbliebenen Plätze zu den Final Four aus. Der Tabellenletzte steigt direkt in die 2. Bundesliga ab. Der Tabellenneunte spielt zusammen mit den beiden Aufsteigern aus der 2. Bundesliga Nord und Süd um den Verbleib in der 1. Bundesliga.
Neben dem FC Langenfeld zog auch der 1. BC Düren seine Mannschaft zur neuen Saison zurück. Der sportlich abgestiegene TSV Neuhausen-Nymphenburg verblieb in der Liga. Hinzu kamen die beiden Aufsteiger 1. BC Wipperfeld aus der 2. Bundesliga Nord und der SV Fun-Ball Dortelweil aus der 2. Bundesliga Süd.

## Hauptrunde
| Platz | Verein                     | Gespielt | Punkte | GEW | VER | Spiele | Sätze   | Spielpunkte |
| ----- | -------------------------- | -------- | ------ | --- | --- | ------ | ------- | ----------- |
| 1     | 1. BC Bischmisheim         | 18       | 41     | 18  | 0   | 89:37  | 304:183 | 4796:4181   |
| 2     | 1. BC Beuel                | 18       | 33     | 13  | 5   | 80:46  | 279:202 | 4421:4265   |
| 3     | 1. BV Mülheim              | 18       | 31     | 11  | 7   | 77:49  | 271:197 | 4538:3976   |
| 4     | SC Union 08 Lüdinghausen   | 18       | 31     | 11  | 7   | 75:51  | 274:204 | 4560:4170   |
| 5     | TSV Trittau                | 18       | 29     | 10  | 8   | 70:56  | 262:234 | 4682:4509   |
| 6     | TV Refrath (M)             | 18       | 25     | 10  | 8   | 69:57  | 269:236 | 4819:4655   |
| 7     | 1. BC Wipperfeld (N)       | 18       | 19     | 8   | 10  | 57:69  | 232:268 | 4598:4785   |
| 8     | SV Fun-Ball Dortelweil (N) | 18       | 12     | 5   | 13  | 43:83  | 193:287 | 4194:4698   |
| 9     | TSV 1906 Freystadt         | 18       | 10     | 3   | 15  | 38:88  | 178:302 | 4086:4718   |
| 10    | TSV Neuhausen-Nymphenburg  | 18       | 6      | 1   | 17  | 32:94  | 166:315 | 4058:4795   |

## Play-off
Nach Abschluss der regulären Punktrunde wurde die Meisterschaft über die Final Four ausgespielt. Hierbei qualifizierten sich die ersten beiden der Hauptrunde direkt für die Final Four. Die Plätze 3 bis 6 spielten dabei in einem Play-off-Viertelfinale die beiden verbliebenen Plätze für die Final Four aus. Der Drittplatzierte trat dabei gegen den Sechstplatzierten an und der Viertplatzierte spielte gegen den Fünftplatzierten der Hauptrunde.

### Viertelfinale
| Datum      | Heim                     | Gast        | Ergebnis |
| ---------- | ------------------------ | ----------- | -------- |
| 14.04.2018 | SC Union 08 Lüdinghausen | TSV Trittau | 2:4      |
| 15.04.2018 | 1. BV Mülheim            | TV Refrath  | 1:4      |

## Final Four
Beim Final Four Event trafen am 5. und 6. Mai 2018 in der Joachim-Deckarm-Halle in Saarbrücken die beiden Bestplatzierten Teams der Hauptrunde auf die beiden Gewinner der Viertelfinal-Play-offs. Im Halbfinale spielte der Hauptrundensieger gegen den rangniedrigeren der Play-off-Gewinner. Der Hauptrundenzweite traf auf den ranghöheren der Play-off-Gewinner. Der 1. BC Bischmisheim konnte sich im Finale vor heimischer Kulisse mit einem 4:1-Sieg gegen den 1. BC Beuel den Meistertitel sichern.

### Halbfinale
| Datum      | Heim               | Gast        | Ergebnis |
| ---------- | ------------------ | ----------- | -------- |
| 05.05.2018 | 1. BC Bischmisheim | TV Refrath  | 4:1      |
| 05.05.2018 | 1. BC Beuel        | TSV Trittau | 4:0      |

### Spiel um Platz 3
| Datum      | Heim       | Gast        | Ergebnis |
| ---------- | ---------- | ----------- | -------- |
| 06.05.2018 | TV Refrath | TSV Trittau | 4:2      |

### Finale
| Datum      | Heim               | Gast        | Ergebnis |
| ---------- | ------------------ | ----------- | -------- |
| 06.05.2018 | 1. BC Bischmisheim | 1. BC Beuel | 4:1      |

## Aufstiegsrunde zur 1. Bundesliga
Die Aufstiegsrunde zur 1. Bundesliga fand auch in diesem Jahr wieder in Goldbach statt. Gespielt wurde dieses Mal allerdings in der Sporthalle Am Weberborn. Neben dem Tabellenneunten der 1. Bundesliga TSV 1906 Freystadt nahmen der Meister der 2. Bundesliga Nord Blau-Weiss Wittorf Neumünster und der Tabellenzweite der 2. Bundesliga Süd TV 1884 Marktheidenfeld teil. Der Meister der 2. Bundesliga Süd (1. BC Bischmisheim II) war als Zweitvertretung nicht startberechtigt. Mit zwei Siegen konnte sich der TSV 1906 Freystadt den Verbleib in der 1. Bundesliga sichern. Als Aufsteiger stand Blau-Weiss Wittorf Neumünster fest, während der TV 1884 Marktheidenfeld in der 2. Bundesliga bleiben musste.

### Begegnungen
| Datum      | Heim                          | Gast                          | Ergebnis |
| ---------- | ----------------------------- | ----------------------------- | -------- |
| 14.04.2018 | TV 1884 Marktheidenfeld       | TSV 1906 Freystadt            | 1:6      |
| 14.04.2018 | TSV 1906 Freystadt            | Blau-Weiss Wittorf Neumünster | 4:3      |
| 15.04.2018 | Blau-Weiss Wittorf Neumünster | TV 1884 Marktheidenfeld       | 5:2      |

### Tabelle
| Platz | Verein                        | Gespielt | Punkte | GEW | VER | Spiele | Sätze | Spielpunkte |
| ----- | ----------------------------- | -------- | ------ | --- | --- | ------ | ----- | ----------- |
| 1     | TSV 1906 Freystadt            | 2        | 5      | 2   | 0   | 10:4   | 35:16 | 518:430     |
| 2     | Blau-Weiss Wittorf Neumünster | 2        | 3      | 1   | 1   | 8:6    | 28:24 | 477:464     |
| 3     | TV 1884 Marktheidenfeld       | 2        | 0      | 0   | 2   | 3:11   | 12:35 | 400:501     |